# Casandria caelebs
Casandria caelebs là một loài bướm đêm trong họ Noctuidae.